# 東京ガス硬式野球部
東京ガス硬式野球部（とうきょうガスこうしきやきゅうぶ）は、東京都に本拠地を置き、日本野球連盟に加盟する社会人野球の企業チームである。
運営母体は、東京都都市部とその隣接区域（関東地方1都6県の主要都市）をエリアする一般ガス事業者の東京ガス。

## 概要
1927年の創部であり、現在活動中のガス会社の5チーム（北海道ガス、東邦ガス、大阪ガス、西部ガス）の中では最古参である。
1955年に都市対抗野球に初出場し、1974年の都市対抗野球で19年ぶり2回目となる出場を果たしてから、強豪ひしめく東京都から5年連続で本戦出場するなど隆盛を極めた時代もあった。
1976年に日本選手権に初出場を果たすと1978年の日本選手権では準優勝となった。
2021年の都市対抗野球では、初の決勝進出。Honda熊本を破り、初優勝を飾った。
2022年には、都市対抗野球で2年連続となる決勝進出を決めるも、ENEOSに敗れ、準優勝となった。

## 設立・沿革
- 1927年 - 創部。
- 1951年 - 第1回日本産業対抗野球大会で準優勝。
- 1955年 - 都市対抗野球に初出場（初戦敗退）。
- 1976年 - 日本選手権に初出場（8強）。
- 1978年 - 日本選手権で準優勝。
- 2021年 - 都市対抗野球で初優勝。
- 2022年 - 都市対抗野球で準優勝。

## 主要大会の出場歴・最高成績
- 都市対抗野球大会：出場25回、優勝1回（2021年）、準優勝1回（2022年）、4強3回（1981、2016、2024年）
- 日本産業対抗野球大会:出場16回、準優勝1回（1951年）
- 社会人野球日本選手権大会：出場13回、準優勝1回（1978年）
- JABAベーブルース杯争奪大会：優勝2回（1987、1990年）
- JABA大阪大会：優勝1回（1976年）
- JABA岡山大会：優勝1回（1975年）
- JABA四国大会：優勝1回（2016年）
- JABA静岡大会：優勝1回（2017年）
- JABA長野県知事旗争奪野球大会：優勝4回（1983、1984、2022、2025年）
- JABA日立市長杯選抜野球大会：優勝2回（1979、1980年）

## 主な出身プロ野球選手
- 江田幸一（投手） - 1972年ドラフト4位で東映フライヤーズに入団
- 松沼博久（投手） - 1978年ドラフト外で西武ライオンズに入団
- 斉藤浩行（外野手） - 1981年ドラフト2位で広島東洋カープに入団
- 高橋忠一（外野手） - 1983年ドラフト6位でロッテオリオンズに入団
- 田辺学（投手） - 1987年ドラフト6位で横浜大洋ホエールズに入団
- 片瀬清利（投手） - 1987年ドラフト外で広島東洋カープに入団
- 渡辺正和（投手） - 1992年ドラフト5位で福岡ダイエーホークスに入団
- 富岡久貴（投手） - 1994年ドラフト1位で西武ライオンズに入団
- 岸川登俊（投手） - 1994年ドラフト6位で千葉ロッテマリーンズに入団
- 大友進（外野手） - 1995年ドラフト2位で西武ライオンズに入団
- 小林雅英（投手） - 1998年ドラフト1位で千葉ロッテマリーンズに入団
- 高見澤考史（外野手） - 2000年ドラフト6位でオリックス・ブルーウェーブに入団
- 内海哲也（投手） - 2003年ドラフト自由獲得枠で読売ジャイアンツに入団
- 片岡易之（内野手） - 2004年ドラフト3位で西武ライオンズに入団
- 木村雄太（投手） - 2008年ドラフト1位で千葉ロッテマリーンズに入団
- 榎田大樹（投手） - 2010年ドラフト1位で阪神タイガースに入団
- 美馬学（投手） - 2010年ドラフト2位で東北楽天ゴールデンイーグルスに入団
- 石川歩（投手） - 2013年ドラフト1位で千葉ロッテマリーンズに入団
- 遠藤一星（内野手） - 2014年ドラフト7位で中日ドラゴンズに入団
- 山岡泰輔（投手） - 2016年ドラフト1位でオリックス・バファローズに入団
- 益田武尚（投手） - 2022年ドラフト3位で広島東洋カープに入団

## 元プロ野球選手の競技者登録
- 大野貴洋（元：横浜ベイスターズ） - 内野手→退団→ヘッドコーチ（2023年～）
- 片瀬清利（元：阪神タイガース、広島東洋カープ） - コーチ→退団
- 八木沢荘六（元：ロッテオリオンズ） - 投手コーチ（2006年～2007年）→退団

## かつて在籍していた選手・コーチ・監督
- 永田昌弘（内野手） - 選手として在籍。現在は、国士舘高校野球部の監督を務める。
- 石井章夫（捕手） - 選手・監督として在籍。元プロ野球選手である石井貴の実兄。
- 相場勤（内野手） - 選手として在籍。現役引退後、慶應義塾体育会野球部の監督を務めた。
- 阿久根謙司（外野手） - 選手・コーチ・監督として在籍。その後、2011年2月から2015年1月までFC東京代表取締役社長を務めた。
- 善波達也（捕手） - 選手として在籍。現役引退後に、明治大学硬式野球部のコーチ、監督を務めた。
- 岡村猛（内野手） - 選手・コーチとして在籍。現役引退後、早稲田大学野球部の監督を務めた。